# 25th Anniversary: Live in Amsterdam
25th Anniversary: Live In Amsterdam es el cuarto álbum en directo de la banda de Rock, Toto,  grabado y publicado en DVD en 2003, en el 25º aniversario de la banda. Se grabó en Ámsterdam durante su 25th Anniversary World Tour.

## Lista de temas

### Edición mundial
| N.º     | Título                         | Escritor(es)                                                                           | Duración |  |
| 1.      | «Girl Goodbye»                 | David Paich                                                                            | 3:43     |  |
| 2.      | «Goodbye Elenore»              | David Paich                                                                            | 1:53     |  |
| 3.      | «Child's Anthem»               | David Paich                                                                            | 0:56     |  |
| 4.      | «I'll Supply the Love»         | David Paich                                                                            | 1:20     |  |
| 5.      | «Gift With A Golden Gun»       | David Paich, Bobby Kimball                                                             | 4:48     |  |
| 6.      | «While My Guitar Gently Weeps» | George Harrison                                                                        | 5:44     |  |
| 7.      | «Bodhisattva»                  | Walter Becker, Donald Fagen                                                            | 4:54     |  |
| 8.      | «Africa»                       | David Paich                                                                            | 7:08     |  |
| 9.      | «Waiting For Your Love»        | David Paich, Bobby Kimball                                                             | 6:29     |  |
| 10.     | «Georgy Porgy»                 | David Paich                                                                            | 2:12     |  |
| 11.     | «Lion»                         | David Paich, Bobby Kimball                                                             | 1:30     |  |
| 12.     | «Hydra»                        | Steve Lukather, David Paich, Jeff Porcaro, Bobby Kimball, Steve Porcaro, David Hungate | 1:25     |  |
| 13.     | «English Eyes»                 | David Paich, Jeff Porcaro, Bobby Kimball, Steve Porcaro                                | 2:22     |  |
| 14.     | «Till The End»                 | David Paich, Joseph Williams                                                           | 0:41     |  |
| 15.     | «I Won´t Hold You Back»        | Steve Lukather                                                                         | 5:26     |  |
| 16.     | «Rosanna»                      | David Paich                                                                            | 8:45     |  |
| 17.     | «Afraid of Love»               | Steve Lukather, David Paich, Jeff Porcaro                                              | 4:41     |  |
| 18.     | «Hold the Line»                | David Paich                                                                            | 4:40     |  |
| 19.     | «Home Of The Brave»            | Steve Lukather, David Paich, Joseph Willams, Jimmy Webb                                | 8:11     |  |
| 1:19:23 |                                |                                                                                        |          |  |

### Edición japonesa
| Disco 1 |                                                                    |                                                                                        |          |  |
| N.º     | Título                                                             | Escritor(es)                                                                           | Duración |  |
| 1.      | «Girl Goodbye»                                                     | David Paich                                                                            | 3:43     |  |
| 2.      | «Goodbye Elenore»                                                  | David Paich                                                                            | 1:53     |  |
| 3.      | «Child's Anthem»                                                   | David Paich                                                                            | 0:56     |  |
| 4.      | «I'll Supply the Love»                                             | David Paich                                                                            | 1:20     |  |
| 5.      | «Gift With A Golden Gun»                                           | David Paich, Bobby Kimball                                                             | 4:48     |  |
| 6.      | «While My Guitar Gently Weeps»                                     | George Harrison                                                                        | 5:44     |  |
| 7.      | «Bodhisattva»                                                      | Walter Becker, Donald Fagen                                                            | 4:54     |  |
| 8.      | «Africa»                                                           | David Paich                                                                            | 7:08     |  |
| 9.      | «Dave Solo (Contiene partes de la canción "99")»                   | David Paich                                                                            | 1:32     |  |
| 10.     | «Paul Meets Chani (Tema de la banda sonora de la película "Dune")» | David Paich                                                                            | 1:38     |  |
| 11.     | «Don't Stop Me Now»                                                | Steve Lukather, David Paich                                                            | 1:38     |  |
| 12.     | «Waiting For Your Love»                                            | David Paich, Bobby Kimball                                                             | 6:29     |  |
| 13.     | «Georgy Porgy»                                                     | David Paich                                                                            | 2:12     |  |
| 14.     | «Lion»                                                             | David Paich, Bobby Kimball                                                             | 1:30     |  |
| 15.     | «Hydra»                                                            | Steve Lukather, David Paich, Jeff Porcaro, Bobby Kimball, Steve Porcaro, David Hungate | 1:25     |  |
| 16.     | «English Eyes»                                                     | Davisd Paich, Jeff Porcaro, Bobby Kimball, Steve Porcaro                               | 2:22     |  |
| 17.     | «Till The End»                                                     | David Paich, Joseph Williams                                                           | 0:41     |  |

| Disco 2 |                           |                                                         |          |  |
| N.º     | Título                    | Escritor(es)                                            | Duración |  |
| 18.     | «I Won´t Hold You Back»   | Steve Lukather                                          | 5:26     |  |
| 19.     | «Rosanna»                 | David Paich                                             | 8:45     |  |
| 20.     | «Afraid of Love»          | Steve Lukather, David Paich, Jeff Porcaro               | 4:41     |  |
| 21.     | «Hold the Line»           | David Paich                                             | 3:58     |  |
| 22.     | «Band Introductions»      | Ninguno                                                 | 4:08     |  |
| 23.     | «I Can't Get Next To You» | Norman Whitfield, Barrett Strong                        | 3:36     |  |
| 24.     | «Home Of The Brave»       | Steve Lukather, David Paich, Joseph Willams, Jimmy Webb | 9:00     |  |
| 25.     | «White Sister»            | David Paich, Bobby Kimball                              | 9:30     |  |
| 1:38:54 |                           |                                                         |          |  |

## Personal
- Bobby Kimball : Vocales
- Steve Lukather : Guitarras, vocales
- Mike Porcaro : Bajo, coros
- David Paich : Teclados, vocales
- Simon Phillips : Batería, percusión
- Tony Spinner : Guitarras, coros
- John Jessel : Teclados, coros